# Robin de Kruijf
Robin de Kruijf, född 5 maj 1991 i Nieuwegein, Nederländerna, är en f.d. volleybollspelare (center).
Hon debuterade i det nederländska seniorlandslaget 2008 och har bland annat tagit silver vid EM 2009, 2015 och 2017.
Fram till 2011 spelade De Kruijf för olika klubbar i Nederländerna och blev nederländsk mästare två gånger. Därefter gick hon över till Dresdner SC i Tyskland där hon spelade två år. 
2013 flyttade De Kruijf till River Volley i Italien med vilka hon blev både italiensk mästare och  cupmästare 2013–14. Efter en säsong med klubben gick hon över till Vakıfbank SK i Turkiet, med vilka hon blev turkisk mästare 2015–16.
Efter två år i Turkiet återvände hon till Italien, nu för spel med Imoco Volley. Med dem vann hon italienska ligan sex gånger, italienska cupen sex gånger, italienska supercupen sju gånger, CEV Champions League två gånger och världsmästerskapet i volleyboll för klubblag två gånger. Efter 16 år som professionell volleybollspelare avslutade Robin de Kruijf sin volleybollkarriär 2024.